# Wahlhausen (Duitsland)
Wahlhausen is een gemeente in de Duitse deelstaat Thüringen, en maakt deel uit van de Landkreis Eichsfeld.
Wahlhausen telt 303 inwoners.